# Christine Chagnoux
 (mai 2023).
Christine Chagnoux, née le 31 mars 1937 à Paris 6e et morte le 28 décembre 2020 à Paris 10e, est une peintre, dessinatrice, lithographe, graveuse, illustratrice et autrice de littérature d'enfance et de jeunesse française.

## Biographie
Après avoir reçu son diplôme de l'École nationale des beaux-arts de Paris en 1961, Christine Chagnoux se rend à New York. Ensuite elle poursuit son séjour américain par quelques mois à Atlanta (Géorgie) et à Cheyenne (Wyoming) avant de rentrer à Paris. En mars 1963, Christine Chagnoux épouse le journaliste et écrivain américain Joseph A. Harriss, qui était affecté au bureau parisien de Time magazine. Ils divorcent en 1969. Elle ne s'est pas remariée.

## Œuvres
Textes et dessins pour la série sur Petit Potam (éditions Dargaud) :
- 1967 : Petit Potam
- 1969 : Petit Potam au cirque
- 1970 : Petit Potam est malade
- 1972 : Petit Potam aux sports d'hiver
- 1984 : Petit Potam au bord de la mer
- 1987 : Tony l'Ourson et Petit Potam

## Adaptation
Petit Potam a été adapté à deux reprises en dessin animé :
- 1997 : Petit Potam, série télévisée d'animation réalisée par Bernard Deyriès.
- 2001 : Petit Potam, film d'animation de 2001 réalisé par Christian Choquet et Bernard Deyriès.